# Felación

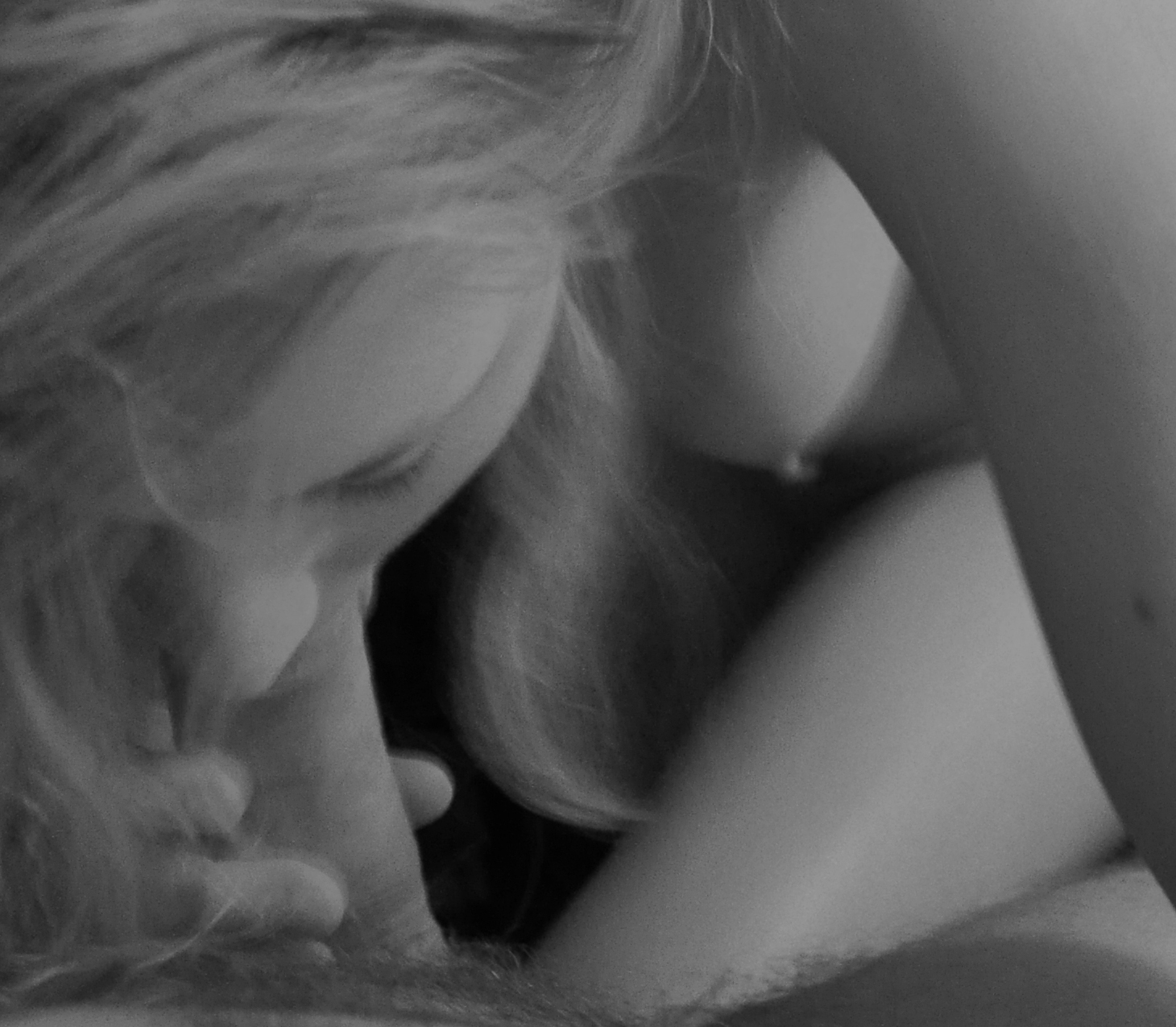
Una felación.

La felación —del latín fellatio, de fellare, 'mamar'— o coito per os (por boca) es una práctica de sexo oral que consiste en estimular el pene con la boca, usando la lengua y los labios.

## Descripción y variantes
Como forma de automasturbación (autofelación) es muy poco frecuente, debido a la dificultad física, por lo que en general suelen hacerla otra u otras personas, del mismo o de distinto sexo.
En la prostitución es relativamente frecuente que la hagan dos personas (felación a dúo), y en las orgías y en las películas pornográficas pueden ser tres o incluso más.
Cuando la boca se queda quieta de manera pasiva y es el pene el que la penetra, el acto se llama irrumación (del latín irrumatio). Esta diferencia es más teórica que práctica, ya que ninguno de los dos participantes suele permanecer completamente pasivo.
Cuando los dos miembros de una pareja realizan mutua y simultáneamente sexo oral, se conoce como la posición 69, ya sean dos felaciones, dos cunnilingus, o una felación y un cunnilingus.
También existe la doble felación, donde una pareja practica sexo oral a un hombre estimulando al mismo tiempo el pene como los testículos. Es importante destacar que los testículos también son una zona erógena que se contraen a medida que se estimulan y que se vincula con el pene durante la eyaculación.

## En el argot de la prostitución

### Chile

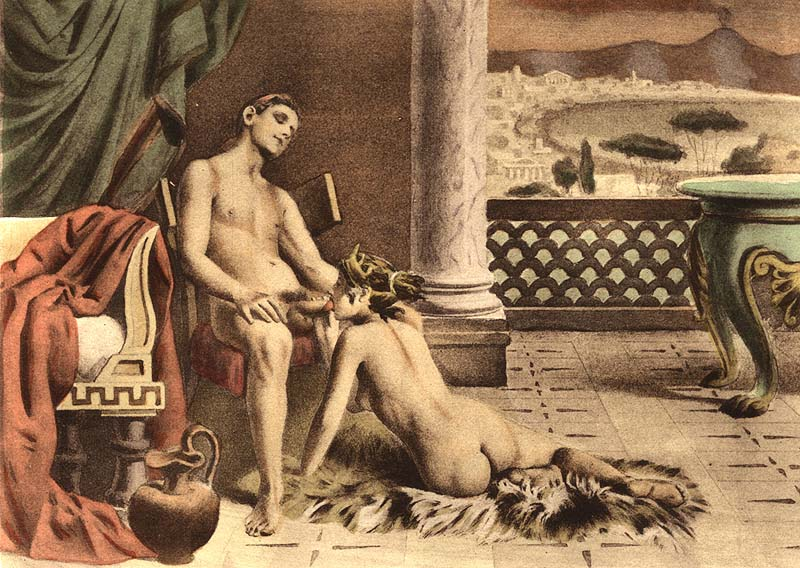
Pintura de Édouard-Henri Avril.

Principalmente en el argot de las escorts existen expresiones específicas para explicar las variantes de esta práctica.
- Americana u oral americana: originalmente esta práctica se refería a la felación en la cual se eyaculaba en la boca de la mujer y ella tragaba el semen. Con el paso del tiempo y la preocupación de contraer enfermedades la expresión perdió el significado real, por lo que es común que hoy se emplee sólo para describir la felación en la cual se eyacula en la boca de la mujer, sin que ella lo trague.

Actualmente se usa el término Americana real para describir la práctica original (que la persona realizando la felación trague el semen).
- El dragón o hacer el dragón: felación, con eyaculación en la boca, en la cual se hace salir el semen por la nariz.[3]
- Facial: felación que acaba con eyaculación en la cara.
- Francesa u oral: felación en la que se lame o introduce el pene en la boca, puede ser con o sin preservativo.

### España
En el argot de la prostitución hay un vocabulario específico para referirse a las distintas variantes de la felación:
- Francés bebido: tragar el semen cuando el hombre eyacula al finalizar la felación.
- Francés profundo: meterse el pene en su totalidad en la boca.
- Francés natural o francés sin: realizar una felación sin preservativo.

El francés natural es una práctica bastante frecuente a pesar de los riesgos que implica para la salud, puesto que pueden contagiarse enfermedades venéreas, entre otras.
En el siglo XIX la práctica de la felación estaba mal vista incluso entre las prostitutas. Está registrado que en Madrid las prostitutas podían echarse en cara la práctica de la felación, en forma insultante, unas contra otras.

## Historia

### Antiguo Egipto
En el mito del dios Atum, este realiza una autofelación y escupe su semen dando lugar a los dioses Shu (el aire) y Tephnut (la humedad).

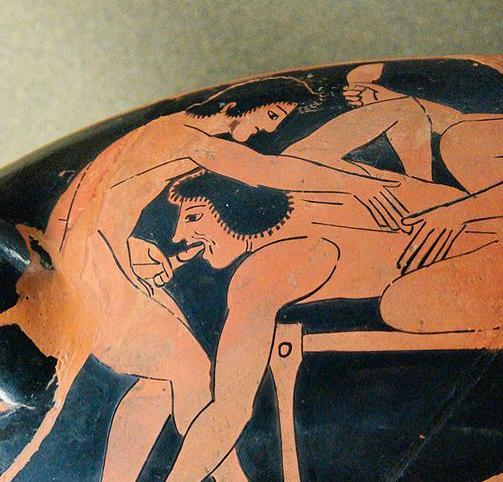
Imagen de una felación homosexual en una vasija griega.

### Grecia
En la Ilíada aparece por primera vez el término mujeres de Lesbos y hace referencia a las féminas que mejor practicaban la felación, ya que el verbo griego lesbiázein significa "felar". De hecho, en la Grecia clásica la isla era famosa por la destreza y tendencia de sus habitantes a realizar esta práctica.[cita requerida] La desviación del significado de este término se debió al uso que le dieron posteriormente los cristianos y a la procedencia de la poetisa Safo. Sin embargo, el vocablo que se utilizaba en la antigua Grecia para referirse a las lesbianas era tríbada, del griego tribo (frotar).

### Roma
En la antigua Roma se llamó a esta práctica como fellare o irrumare o de las felatrices. Se considera que esta práctica fue habitual en el mundo romano por el hecho de que Marcial la citara en varias obras.
Los romanos ligaron el poder al sexo oral, creando roles dominantes y sumisos. Aunque el cunnilingus se consideraba una práctica sucia, gracias a algunas pintadas hechas en los baños públicos y a palabras talladas en las paredes, se sabe que algunos prostitutos masculinos esperaban en las esquinas de estos baños a mujeres que solicitaran sus servicios.
Practicar una felación o un cunnilingus, ya fuera un hombre o una mujer el ejecutor, lo convertía en culpable. Según la jerarquía romana de la degradación sexual, un hombre sospechoso de haber estimulado oralmente a una mujer se rebajaba más que uno que fuera penetrado por otro hombre. Se le imponía el estatus legal de infame, al mismo nivel que prostitutas, gladiadores y actores, lo cual le impedía votar y representarse a sí mismo ante un tribunal.

### Cultura moche

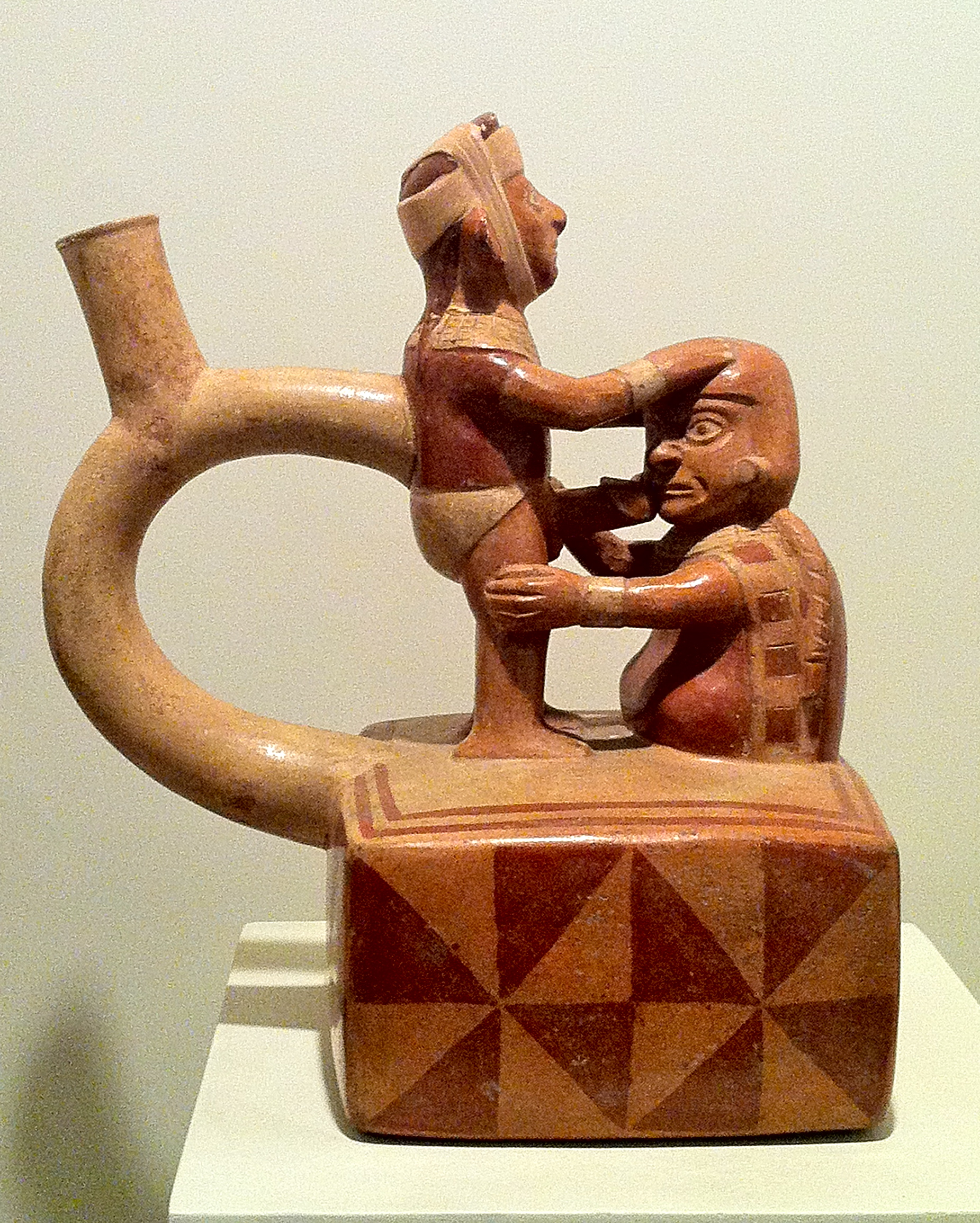
Felación en una pieza de cerámica moche.

La antigua cultura peruana moche rendía culto a la vida diaria incluyendo las prácticas sexuales. Describían felaciones en sus cerámicas.

### Papúa Nueva Guinea
Entre los sambianos de Papúa Nueva Guinea existe la creencia de que el semen tiene propiedades especiales, por lo que es importante que los jóvenes ingieran el semen de sus mayores a través de la realización de felaciones. Es una iniciación importante para que los jóvenes adolescentes alcancen una adecuada maduración sexual.

### India
El Kámasutra indio, del primer siglo d. C., describe el sexo oral analizando la felación con gran detalle y mencionando brevemente el cunnilingus. Sin embargo, de acuerdo con este texto, la felación es sobre todo una conducta característica de los eunucos, quienes usaban su boca como sustituto de los genitales femeninos.
El autor Vatsiaiana establece que también la practicaban "mujeres no castas" y menciona el prejuicio tradicional, muy extendido, de considerar esta práctica como degradante o impura. Vatsyayana parece coincidir en cierta medida con estas actitudes, afirmando que un 'hombre sabio' no debería caer en esa forma de cópula, aunque reconoce que puede ser apropiado en algunos casos, que, curiosamente, no llega a especificar.
En Khajuraho se encuentra el mayor conjunto de templos hinduistas de la India, famosos por sus esculturas eróticas. Según algunas hipótesis, la decoración tenía un motivo educativo: enseñar el Kama sutra a los más jóvenes. Para otros, los templos son un homenaje al matrimonio entre Shivá y Párvati, e incluso algunos apuntan que la representación de amantes servía de protección, ya que ahuyentaba a los malos espíritus y a los rayos. Se construyeron en un espacio de tiempo de unos cien años, entre el año 950 y el 1050, y entre sus esculturas ya pueden verse figuras practicando la felación.
|            |
| Kama sutra |

|            |
| Kama sutra |

|                      |
| Figuras de Khajuraho |

### Corán
En la literatura islámica se prohíbe explícitamente dentro del matrimonio el sexo durante el ciclo menstrual. Pero la actitud hacia el sexo oral y el sexo anal es un tema de discusión entre los alumnos modernos del islam. En lo que concierne al sexo oral, algunas autoridades religiosas opinan que sí se permite realizarlo, siempre y cuando no entre líquido en la boca. Otras facciones, en cambio, creen que la estimulación oral del pene está prohibida, mientras que la estimulación oral femenina es aceptable.

### Personajes históricos
A lo largo de la historia, distintas mujeres han sido señaladas como grandes o expertas felatrices, o bien se hicieron conocidas a causa de algún escándalo sexual. La más conspicua de ellas ha sido la reina Cleopatra, a quien los griegos apodaban "merichane" (la boca de los diez mil hombres). De Cleopatra se afirmó que fue capaz de practicar sexo oral con cien soldados romanos en una noche.
Durante el mandato del presidente demócrata estadounidense Bill Clinton, una becaria, Monica Lewinsky, llegó a ser famosa por las felaciones que le hizo al Presidente, en el escándalo sexual conocido como Monicagate.

## La felación en el arte

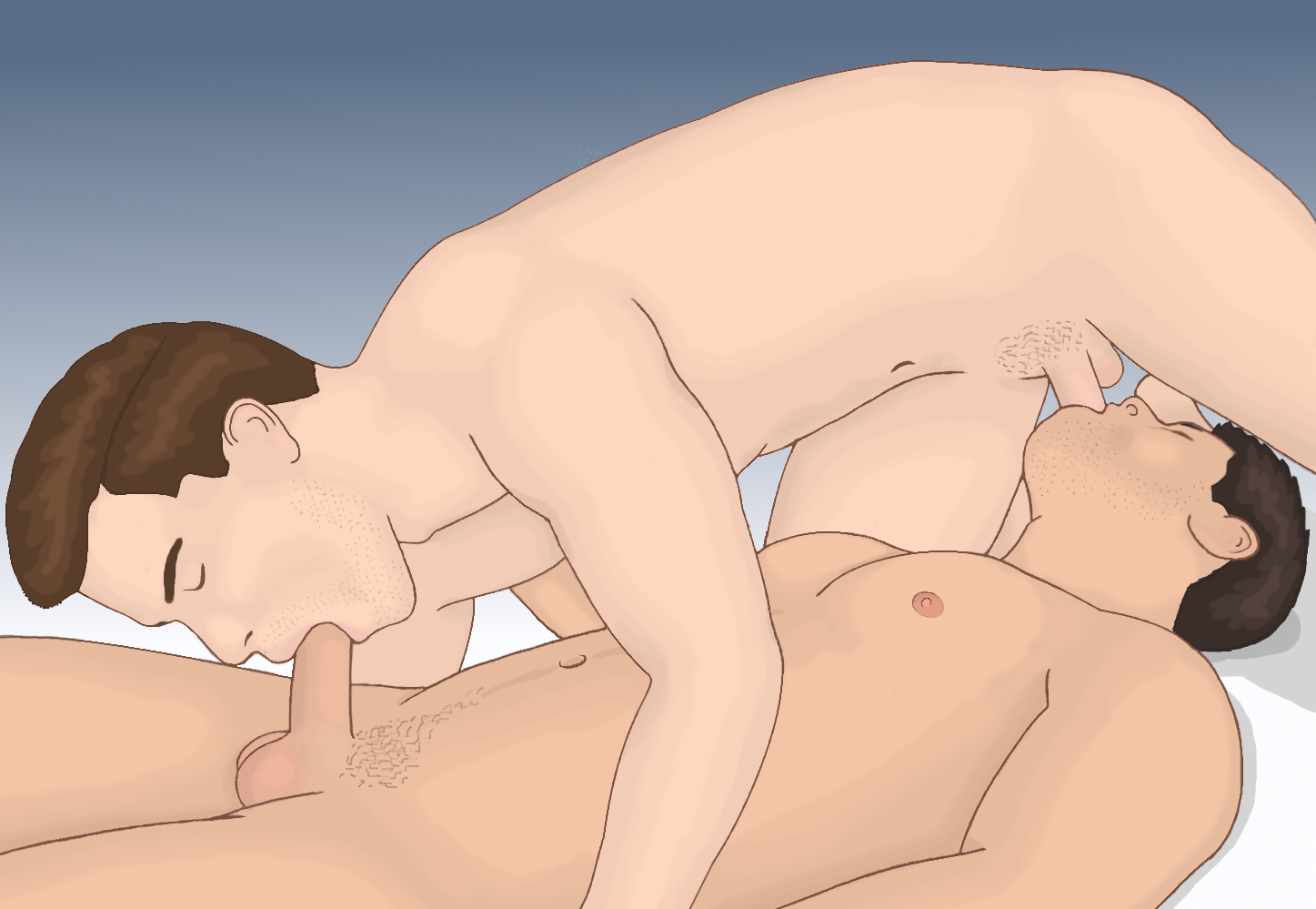
Una imagen de dos hombres realizando una felación.

La práctica de la felación ha sido representada innumerables veces en distintos soportes. Se guardan registros en vasos griegos, en lucernas, pinturas y relieves romanos y en templos indios.

### En el cine
La película pornográfica estadounidense Garganta profunda (Deep Throat) se estrenó en 1972, fue escrita y dirigida por Gerard Damiano y protagonizada por la actriz Linda Lovelace.
Se llama Garganta profunda porque en ella la protagonista muestra su virtuosismo en el arte de la felación. Su gran éxito se debe a la gran capacidad que tiene la protagonista para realizar felaciones hasta el fondo de la garganta. Esto supuso un cambio en el mundo del porno, ya que desde entonces multitud de actrices la han emulado.
Andy Warhol, el padre del pop-art, dirigió en 1963 la película Blow Job ("felación" o "mamada", en inglés), de unos 35 minutos de duración, que se compone exclusivamente de un plano cerrado sobre el rostro de un hombre que parece reaccionar ante algún tipo de estímulo que la cámara no capta.
En los últimos años, se han realizado varias películas de cine convencional (no pornográfico), que muestran felaciones reales. Un caso pionero fue la adaptación cinematográfica de la novela de Raymond Radiguet El demonio en el cuerpo, llevada a cabo por Marco Bellocchio en 1986, en la que Maruschka Detmers estimula de este modo a su pareja. Ejemplos más recientes son la película Baise-moi, The Brown Bunny, con Chloë Sevigny, Intimacy, con Kerry Fox, Los debutantes, de Andrés Waissbluth, Batalla en el Cielo, de Carlos Reygadas, Q, con Déborah Révy y Hélène Zimmer, entre otras.

### En el arte plástico
En el shunga, palabra japonesa que hace referencia a imágenes eróticas, usualmente realizadas por impresión con planchas de madera o, más raramente aún, como pergaminos pintados, se describían relaciones tanto heterosexuales como homosexuales. Se trata de un tipo de ukiyo-e que tuvo su época de producción en el período Edo (1603-1868) y del que han sobrevivido todo tipo de escenas eróticas, entre ellas felaciones.
La felación también ha sido objeto de exploraciones artísticas por pintores consagrados, como es el caso de Salvador Dalí o de Pablo Picasso. Hay un explícito cuadro de Picasso, llamado La douleur (Scène Erotique) del periodo azul del autor, que se encuentra en el Museo Metropolitano de Nueva York. Es un óleo en el que el artista se retrata en pleno acto sexual y que ese recinto nunca se ha atrevido a colgar.
Édouard-Henri Avril, pintor e ilustrador de literatura erótica, adquirió un gran renombre por sus pinturas acerca de distintas prácticas sexuales.

## La felación y la salud

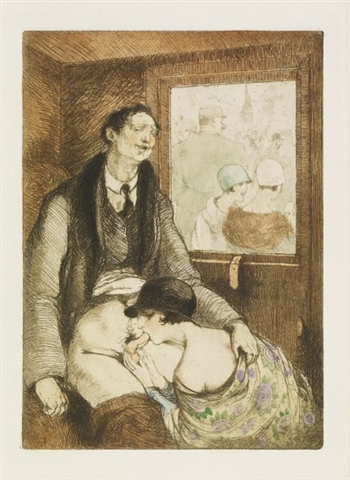
Aguafuerte, de Luc Lafnet.

El contacto entre la mucosa bucal, el líquido preseminal y el semen puede ser la causa del contagio de infecciones de transmisión sexual: sífilis, gonorrea, VIH-SIDA, enfermedades causadas por el papilomavirus, clamidiasis, herpes genital o hepatitis B son algunas de las enfermedades transmisibles por esta práctica. El riesgo es mayor para la persona que la realiza, por lo que se aconseja el uso del preservativo por parte de quien la recibe.
En el caso del VIH, suponiendo que uno de los dos miembros de la pareja sea portador del virus de inmunodeficiencia humana, el riesgo de infección a través de la práctica de la felación es muy bajo, ya que la saliva tiene una baja concentración de virus. Sin embargo, el riesgo aumenta si hay heridas (pene, boca o faringe) en cualquiera de los practicantes. Si se realiza una felación sin preservativo, el riesgo es moderado si se eyacula en la boca sin tragar el semen, pero se convierte en una práctica de riesgo alto si además de realizarla sin protección se ingiere el semen.